# Kisfaludy Zsófia
Kisfaludy Zsófia (Budapest, 1989. április 21. –) magyar színésznő, magánénekes, közgazdász.

## Pályafutása
1989-ben született. A gimnáziumi érettségije után 2007–2011 között a Budapesti Gazdasági Főiskola kereskedelem és marketing szakán tanult tovább, mellette a Bartók Béla Konzervatórium magánének szakán is tanult (2007–2010). Egyetemi tanulmányai alatt fél évet töltött el Hollandiában, Hágában. Később beiratkozott a Madách Musical Tánc- és Zeneművészeti Iskolába, ahol 2013-ban végzett zenés színész szakon. 2013-tól a Budapesti Operettszínház tagja volt, mellette szerepelt a Madách Színház és a Turay Ida Színház előadásaiban, valamint vidéken, Győrben, Sopronban és Békéscsabán is. 2016–2019 között a Színház- és Filmművészeti Egyetem drámainstruktor szakos hallgatója volt. 2021-ben Színháztudomány mesterszakon szerzett diplomát a Károli Gáspár Református Egyetemen.
2020-2023 között a Soproni Petőfi Színház tagja volt. 2023-tól a Pesti Magyar Színház színésznője.
Édesapja Kisfaludy András zenész, édesanyja Hűvösvölgyi Ildikó színésznő.

## Film- és tévészerepei
- Oltári csajok (2017) ...Tálas Dóra
- Drága örökösök (2019) ...Viki
- Kilakoltatás (2021) ...Gyöngyi
- A renitens (2024) ...Laura

## Fontosabb színpadi szerepei

### Pesti Magyar Színház
- Martin-Jilo-Adenberg: A kincses sziget - Fanny Osbourne/Mrs. Hawkins
- Astrid Lindgren: Harisnyás Pippi - Tíanító néni/Eladó/Anyuka
- Geszti-Monori-Tasnádi: Ezeregy éjszaka - Háremhölgy
- Gimesi-Jeli-Tasnádi-Vészits: Időfutár - Josefa
- K. Del Aguila-G. Noriega-J.Someillan: Madagaszkár - Közlegény pingvin
- R.Rodgers-O.Hammerstein II.: A muzsika hangja - Elsa Schraeder
- Lionel Bart: Oliver! - Mrs. Corney, a dologház igazgatónője

### Soproni Petőfi Színház
- Lerner–Loewe: My Fair Lady - Eliza Doolittle
- Tamási–Tolcsvay: Ördögölő Józsiás - Dilló tündér
- Dés–Nemesː Valahol Európában - Suhanc
- Presser–Sztevanovity–Horváth: A padlás - Kölyök
- Szarka–Szálinger: Zenta, 1967 - Hajós Annazentai asszony, Laczó Tamás felesége
- Ábrahám–Gründwald–Löhner Beda: Bál a Savoyban - Daisy Parker
- Szente Vajk - Bolba Tamás - Galambos Attila: Csoportterápia - Natasa
- Fosse - Kander - Ebb: Chicago - Velma Kelly

### Győri Nemzeti Színház
- Simon–Weller–Korie–Powers: Doktor Zsivágó - Lara Antipova
- Szörényi–Bródy: István, a király - Gizella
- Huszka–Bakonyi–Martosː Bob herceg - Annie
- Szabó Magda–Pozsgaiː Abigél - Murai Tünde

### Turay Ida Színház
- Kálmán–Marton–Bródyː Zsuzsi kisasszony - Zsuzsi, postáskisasszony
- Masteroff–Kander–Ebbː Kabaré - Sally Bowles
- Topolcsányi–Berkes: Salsa, szivar, szerelem... - Claudia
- Andrew Bergman: Társasjáték New Yorkban - Barbara

### Egyéb
- Schönberg: Miss Saigon - Ellen
- Lajtai–Békeffi: A régi nyár - Zsuzsi, Mária lánya
- Stewart–Ballard–Rubin: Ghost - Clara (Budapesti Operettszínház)
- Dumas–Pozsgai–Szomor: Monte Cristo grófja - Mercedes
- Alan Menken: A szépség és a szörnyeteg - Belle, a Szépség; Teamama (Németország)
- T. S. Eliot – A. L. Webber: Macskák - Bombalurina (Madách Színház)
- Lévay–Kunzeː Marie Antoinette - La Motte
- Brecht–Weilː Koldusopera - Kocsma Jenny (Békéscsabai Jókai Színház)
- Niccolo Machiavelli: Mandragóra - Lucretia (Art-Színtér)
- Egressy–Sebestyén–Müller: Vadak ura - Szerafina, rókaúrnő
- Szikora–Lezsák: Az ég tartja a földet - Waltraud (Erkel Színház)
- Comden–Green–Freed–Brown: Ének az esőben - Lina Lamont (Budapesti Operettszínház)